# Eirik Agnarsson
Eirik Agnarsson (n. 685) fue un rey vikingo de Vestfold, Noruega en el siglo VII. Era hijo de Agnar Sigtryggsson (n. 665) y nieto de Sigtrygg de Vendil (n. 640), un caudillo danés. Su hija Hild casó con el caudillo Eystein Halfdansson, hijo de Halfdan Hvitbeinn de la Casa de Yngling según la saga Heimskringla, como no tuvo descendencia masculina Eystein heredó el reino de Vestfold como herencia por matrimonio.